# Hyllus
Hyllus C. L. Koch, 1846 è un genere di ragni appartenente alla famiglia Salticidae.

## Distribuzione
Le 70 specie oggi note di questo genere sono diffuse prevalentemente in Asia, Africa e Australia; la sola H. insularis è stata reperita in Grecia e in Iran, ma da alcuni autori è considerata non appartenente a questo genere.

## Tassonomia

Hyllus giganteus, maschio, parte frontale

A dicembre 2010, si compone di 70 specie e due sottospecie:
1. Hyllus acutus (Blackwall, 1877) — Isole Comore, Isole Seychelles
2. Hyllus aethiopicus Strand, 1906 — Etiopia
3. Hyllus africanus Lessert, 1927 — Congo
4. Hyllus albofasciatus Thorell, 1899 — Camerun
5. Hyllus albomarginatus (Lenz, 1886) — Madagascar
6. Hyllus albooculatus (Vinson, 1863) — Madagascar
7. Hyllus alboplagiatus Thorell, 1899 — Camerun
8. Hyllus angustivulvus Caporiacco, 1940 — Etiopia
9. Hyllus argyrotoxus Simon, 1902 — Africa occidentale, orientale e meridionale
10. Hyllus atroniveus Caporiacco, 1940 — Etiopia
11. Hyllus aubryi (Lucas, 1858) — Gabon
12. Hyllus bifasciatus Ono, 1993 — Madagascar
13. Hyllus bos (Sundevall, 1833) — India
14. Hyllus brevitarsis Simon, 1902 — dall'Etiopia al Sudafrica
15. Hyllus carbonarius Lessert, 1927 — Congo
16. Hyllus congoensis Lessert, 1927 — Costa d'Avorio, Congo
17. Hyllus cornutus (Blackwall, 1866) — Africa
18. Hyllus decellei Wanless & Clark, 1975 — Costa d'Avorio
19. Hyllus decoratus Thorell, 1887 — Birmania
20. Hyllus deyrollei (Lucas, 1858) — Gabon, Costa d'Avorio
21. Hyllus diardi (Walckenaer, 1837) — Birmania, dalla Cina a Giava
22. Hyllus dotatus (Peckham & Peckham, 1903) — dal Sudan all'Africa meridionale, Yemen
23. Hyllus duplicidentatus Caporiacco, 1941 — Etiopia
24. Hyllus erlangeri Strand, 1906 — Etiopia
25. Hyllus flavescens Simon, 1902 — Sudafrica
26. Hyllus fur Strand, 1906 — Etiopia
27. Hyllus fusciventris Strand, 1906 — Etiopia
28. Hyllus giganteus C. L. Koch, 1846[2] — da Sumatra all'Australia
  - Hyllus giganteus whitei Thorell, 1877 — Celebes
29. Hyllus gulosus (Simon, 1877) — Filippine
30. Hyllus holochalceus Simon, 1910 — Bioko (Golfo di Guinea)
31. Hyllus insularis Metzner, 1999 — Grecia, Iran
32. Hyllus interrogationis (Strand, 1907) — Madagascar
33. Hyllus jallae Pavesi, 1897 — Africa
34. Hyllus janthinus (C. L. Koch, 1846) — dalla Birmania a Giava
35. Hyllus juanensis Strand, 1907 — Mozambico
36. Hyllus keratodes (Hasselt, 1882) — Sumatra
37. Hyllus lacertosus (C. L. Koch, 1846) — dal Vietnam a Giava
  - Hyllus lacertosus borneensis (Thorell, 1892) — Borneo
38. Hyllus leucomelas (Lucas, 1858) — Africa occidentale
39. Hyllus lugubrellus Strand, 1908 — Madagascar
40. Hyllus lugubris (Vinson, 1863) — Madagascar
41. Hyllus lwoffi Berland & Millot, 1941 — Guinea
42. Hyllus madagascariensis (Vinson, 1863) — Madagascar
43. Hyllus manensis Strand, 1906 — Etiopia
44. Hyllus maskaranus Barrion & Litsinger, 1995 — Filippine
45. Hyllus minahassae Merian, 1911 — Celebes
46. Hyllus mniszechi (Lucas, 1858) — Gabon
47. Hyllus multiaculeatus Caporiacco, 1949 — Kenya
48. Hyllus nebulosus Peckham & Peckham, 1907 — Borneo
49. Hyllus nossibeensis Strand, 1907 — Madagascar
50. Hyllus nummularis (Gerstäcker, 1873) — Zanzibar
51. Hyllus pachypoessae Strand, 1907 — Camerun
52. Hyllus plexippoides Simon, 1906 — dalla Costa d'Avorio all'Egitto
53. Hyllus pudicus Thorell, 1895 — India, Birmania
54. Hyllus pulcherrimus Peckham & Peckham, 1907 — Borneo
55. Hyllus pupillatus (Fabricius, 1793) — Cina
56. Hyllus ramadanii Wesolowska & Russell-Smith, 2000 — Tanzania
57. Hyllus robinsoni Hogg, 1919 — Sumatra
58. Hyllus rotundithorax Wesolowska & Russell-Smith, 2000 — Tanzania
59. Hyllus sansibaricus Roewer, 1951 — Zanzibar
60. Hyllus semicupreus (Simon, 1885) — India, Sri Lanka
61. Hyllus senegalensis (C. L. Koch, 1846) — Senegal
62. Hyllus stigmatias (L. Koch, 1875) — Etiopia
63. Hyllus suillus Thorell, 1899 — Camerun
64. Hyllus thyeniformis Strand, 1906 — Etiopia
65. Hyllus treleaveni Peckham & Peckham, 1902 — Africa centrale, orientale e meridionale
66. Hyllus tuberculatus Wanless & Clark, 1975 — Costa d'Avorio
67. Hyllus viduatus Caporiacco, 1940 — Etiopia
68. Hyllus vinsoni (Peckham & Peckham, 1885) — Madagascar
69. Hyllus virgillus Strand, 1907 — Madagascar
70. Hyllus walckenaeri (White, 1846) — Borneo, Celebes

### Specie fossili
- Hillus succinii (Petrunkevitch, 1942) †; fossile, Paleogene[3]

### Sinonimie
Di seguito vi sono le due ex-specie più recenti assorbite per sinonimia in altre, su un totale di 14:
- Hyllus guineensis Berland & Millot, 1941; gli esemplari, rinvenuti in Guinea a seguito di un lavoro dell'aracnologa Wesolowska del 2008 sono stati riconosciuti in sinonimia con Hyllus africanus Lessert, 1927.
- Hyllus normanae Wanless & Clark, 1975; gli esemplari, rinvenuti in Costa d'Avorio a seguito di un lavoro dell'aracnologa Wesolowska del 2008 sono stati riconosciuti in sinonimia con Hyllus treleaveni Peckham & Peckham, 1902.

### Specie trasferite
- Hyllus audax Rainbow, 1897; trasferita al genere Ascyltus.
- Hyllus aurantiacus Simon, 1902; trasferita al genere Thyenula.
- Hyllus cothurnatus (Gerstäcker, 1873); trasferita al genere Holcolaetis.
- Hyllus dubius (Wesolowska, 1989); trasferita al genere Wesolowskana.
- Hyllus ferox Rainbow, 1897; trasferita al genere Ascyltus.
- Hyllus fischeri Bösenberg & Strand, 1906; trasferita al genere Evarcha.
- Hyllus lamperti Bösenberg & Strand, 1906; trasferita al genere Evarcha.
- Hyllus mimus Chamberlin, 1924; trasferita al genere Plexippus.
- Hyllus thorelli Simon, 1899; trasferita al genere Pancorius.

### Nomina dubia
- Hyllus callietherinus Taczanowski, 1878; gli esemplari, rinvenuti in Perù, a seguito di uno studio dell'aracnologo Roewer del 1955, sono da ritenersi nomina dubia[1].
- Hyllus cambridgei Taczanowski, 1878; gli esemplari, rinvenuti in Perù, a seguito di uno studio dell'aracnologo Roewer del 1955, sono da ritenersi nomina dubia[1].
- Hyllus fuscomanus Taczanowski, 1878; gli esemplari, rinvenuti in Perù, a seguito di uno studio dell'aracnologo Roewer del 1955, sono da ritenersi nomina dubia[1].
- Hyllus heliophaninus Taczanowski, 1878; gli esemplari, rinvenuti in Perù, a seguito di uno studio dell'aracnologo Roewer del 1955, sono da ritenersi nomina dubia[1].
- Hyllus quadrilunatus Taczanowski, 1878; gli esemplari, rinvenuti in Perù, a seguito di uno studio dell'aracnologo Roewer del 1955, sono da ritenersi nomina dubia[1].
- Hyllus  rosenbergi Hasselt, 1879; gli esemplari, rinvenuti a Celebes, a seguito di uno studio dell'aracnologo Roewer del 1955, sono da ritenersi nomina dubia[1].
- Hyllus  tumbezanus Taczanowski, 1878; gli esemplari, rinvenuti in Perù, a seguito di uno studio dell'aracnologo Roewer del 1955, sono da ritenersi nomina dubia[1].